# Acartauchenius simoni
Acartauchenius simoni là một loài nhện trong họ Linyphiidae.
Loài này thuộc chi Acartauchenius. Acartauchenius simoni được Robert Bosmans miêu tả năm 2002.